# Frissíthető Braille-kijelző

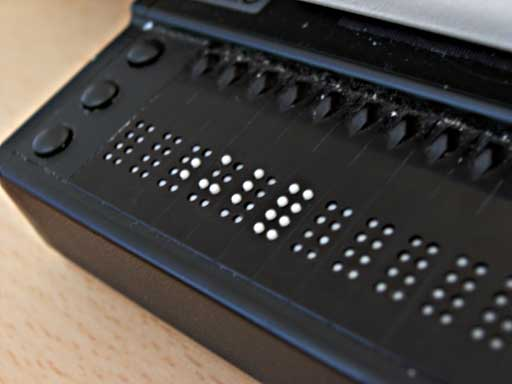
Frissíthető Braille-kijelző

A frissíthető Braille-kijelző vagy Braille-terminál egy vak felhasználóknak való elektromechanikus számítógépes kimeneti eszköz, amely Braille-írást jelenít meg, általában lekerekített végű mozgó kis fémhengerekkel működik, egy lapos felületen. A vak számítógéphasználók ezáltal elolvashatják a számítógép által generált szöveges kimenetet. A vakok számára más megjelenítő eszközök is léteznek, pl. a képernyőfelolvasó rendszer, amely beszédszintetizátor segítségével olvassa fel a képernyő tartalmát; ezek között gyakran menet közben át is lehet váltani, de az egyidejű használat is lehetséges.

## Mechanikai részletek
A frissíthető Braille-kijelző teljesen a Braille-íráson alapuló adatkijelzést és adatbevitelt valósítja meg. Ebben a rendszerben a bevitelre kétszer három gomb szolgál egy szóközbillentyűvel kiegészítve, a Perkins Brailler írógéphez hasonlóan, míg a kijelző egy sor elektromechanikus ún. braille-cellából, 2×3-as vagy 2×4-es pontos elrendezésű karaktermegjelenítő blokkból áll, amelyek mindegyike mozgó, lekerekített végű fémrudacskák (tüskék) megemelésével vagy visszahúzásával képes a Braille-karakterek megjelenítésére. A 2×3-as elrendezés csak 64 karakter megjelenítését teszi lehetővé, ezért a számítógépes terminálokon a 256 lehetséges kombináció (karakter) megjelenítését biztosító 2×4-es elrendezést használják. A rudacskák vége behúzott v. süllyesztett állásban sima felületet alkot, míg kiemelkedve egy jól érzékelhető dudort, amit az olvasó az ujjával kitapint. Egyéb változatok is léteznek, amelyek hagyományos QWERTY billentyűzetet használnak bevitelre és emellett a Braille-cellákat a megjelenítésre, valamint vannak csak bemeneti és csak kimeneti eszközök is.
Egyes modelleken a kurzor pozícióját a pontok rezegtetésével jelzik, néhány modellen pedig speciális kapcsoló tartozik minden cellához, amivel a kurzort közvetlenül az adott cellára lehet helyezni.
A pontok mozgatására a piezoeffektust használják, amely azon alapszik, hogy bizonyos kristályok elektromos feszültség hatására megváltoztatják a méretüket. A kijelzőben minden ponthoz tartozik egy kristály, ami egy emelőszerkezet segítségével megemeli a pontot megjelenítő fémrudacskát.
A megbízhatóan kivitelezett, napi használatot jól tűrő kijelzők igen drágák, a gyártás komplexitása ill. a szerkezet összetettsége miatt. Általában csak 40 vagy 80 braille-cella van egy készüléken. Léteznek 18 és 40 cellás kijelzők is, bizonyos feljegyzésrögzítő eszközökben.

## Szoftver
A megjelenítőt vezérlő szoftver a képernyőolvasó vezérelheti. A program megszerzi a képernyő tartalmát az operációs rendszertől, azt Braille-karakterekké konvertálja és a kijelzőre küldi. A grafikus operációs rendszerekhez készülő képernyőolvasók sokkal bonyolultabbak, mert az olyan grafikus elemeket, mint az ablakok és görgetősávok, is fel kell ismernie és le kell írnia szöveges formában. A modern operációs rendszerek általában biztosítanak erre alkalmazásprogramozási felületet, kifejezetten a képernyőolvasók számára, ilyenek például az UI Automation (UIA) a Microsoft Windows, a VoiceOver az OS X és iOS, és az AT-SPI a GNOME-ot használó operációs rendszerekben.

## Jövőbeli tervek
- Egy forgókerekes Braille kijelzőt fejlesztettek 2000-ben a National Institute of Standards and Technology (NIST) intézetben, és egy másikat a Leuven University egyetemen Belgiumban.[1]  Ezekben az eszközökben a braille-pontok egy forgó kerék élén helyezkednek el, amely lehetővé teszi a felhasználónak a folyamatos olvasást ujjmozgatás nélkül, miközben a kerék szabályozható sebességgel forog. A braille-pontok csak egy rövid szakaszon jelennek meg, amikor elhaladnak egy egyhelyben álló aktuátor előtt, amely beállítja/megjeleníti a braille-karaktereket. Ennek eredményeképpen az eszköz bonyolultsága nagymértékben csökkent, ezáltal ezek az eszközök valószínűleg olcsóbbak lesznek, mint a mostani Braille-terminálok.
- A teljesképernyős Braille számítógépes monitor szabadalma létezik, de még nem készítettek ilyet.[2]

## Fordítás
Ez a szócikk részben vagy egészben  a   Refreshable braille display című angol Wikipédia-szócikk ezen változatának fordításán alapul.  Az eredeti cikk szerkesztőit annak laptörténete sorolja fel. Ez a jelzés csupán a megfogalmazás eredetét és a szerzői jogokat jelzi, nem szolgál a cikkben szereplő információk forrásmegjelöléseként.
- Ez a szócikk részben vagy egészben  a   Refreshable braille display című angol Wikipédia-szócikk fordításán alapul.  Az eredeti cikk szerkesztőit annak laptörténete sorolja fel. Ez a jelzés csupán a megfogalmazás eredetét és a szerzői jogokat jelzi, nem szolgál a cikkben szereplő információk forrásmegjelöléseként.